# GANXSTA D.X
GANXSTA D.X（ギャングスタ ディーエックス）本名 野田 修一（Shuichi Noda）は、日本のヒップホップMC・音楽プロデューサー・俳優。神奈川県横須賀市出身。GDXまたはSHUとも名乗る。

## 来歴
横須賀でスナックやディスコ等を経営していた母とラテン系アメリカ人との間に生まれ、様々な音楽を吸収しつつ育った。1970年代後半から1980年代は、暴走族や竹の子族等を経て、ブレイクダンスで風見しんごやとんねるず等のバックダンサーを務めた。
DJ YUTAKAの紹介でアフリカ・バンバータが創設したグループUniversal Zulu Nationの一員となり本場のストリート文化を学ぶ為にロサンゼルスに渡り、移り住んだサウスセントラルでギャングに襲われ、地元のフローレンス・13のメンバーに助けられ自らもこの組織に加入し、3年間のギャングスタライフ、1992年のロサンゼルス暴動を経験する。
帰国後、日本初のLA style Gang組織「Florence 13」を東京の六本木を中心に都内全域・神奈川・埼玉・千葉に立ち上げ、シンボルカラーを赤とするBLOODS系ギャングの頂点となる等、日本のカラーギャングの創世者として活動。自身も『タイガー&ドラゴンSP』（TBS系）に出演。　
そしてギャングダスタラップ風日本語ラップの土台を作った。
音楽活動は幅広く、バンド・TwilightCityのギター、ボーカルを担当。Vシネマの俳優や劇伴（サウンドトラック）等を手がける一方、総合格闘技の選手として試合にも参戦。

## 出演

### テレビ
- 池袋ウエストゲートパーク（2000年、TBS）
- タイガー&ドラゴンSP（2005年1月9日、TBS）
- ダラケ! 〜お金を払ってでも見たいクイズ〜「『カラーギャング』ダラケ」（2018年6月14日、BSスカパー）

### Vシネマ
- ゾク議員（2007年） - 暴走族「ゴールドパンサー」三代目総長 遠藤正
- 暗黒街の帝王 カポネと呼ばれた男（2008年） - サトウ組組長
- 修羅之魂（2008年）
- 日本統一2（2013年） - 初代侠和会上田組組員 モリヤス
- 暗黒の戦い（2014年）
- 新・極道の紋章 シリーズ（2014年） - 東京六区連合OB コマノ
- 日本やくざ抗争史 絶縁（2014年） - 相良組組員
- 首領の道 Seazon2 #1・＃2（2015年）- 帆刈忠久
- 日本やくざ抗争史 殺しの軍団（2015年） - ヒガシバラ
- 制覇 シリーズ（2015年） - 塚地一郎
- 代紋の墓場（2015年） - 鳴門組直参 冨永祥平
- 修羅の分裂（2015年） - 長野 オオハシ
- 若頭暗殺（2015年） - 別府会ナガイシ興業組員 カンザキ
- 関東極道連合会 第二章（2015年） - 国士会小杉井一家組員
- 関東極道連合会 第四章（2015年） - 五代目山富士組大島組 スガノ(浜野と兄弟分)
- 日本統一10-28（2015年-2018年） - 侠和会 木島一茂
- 九州極道戦争（2016年） - 西島 江西会組員
- マル暴の女（2016年） - 金貸し
- 新宿黒社会 新宿やくざVSチャイニーズマフィア（2016年） - 中国マフィア大我幹部 福建 大龍（龍兄弟の兄）
- 東京やくざ抗争（2016年） - 西山会木崎組執行部
- 狂犬と呼ばれた男たち カリスマヤクザ（2017年） - 大和組系組員
- 首都抗争1（2017年） - 侠闘会幹事長 大沢龍也
- 極道天下布武1・4（2017年） - 越後 上村組若頭補佐 柿本影家
- 極道黙示録1・3（2017年、2018年） - 侠尽会理事長 久田次春
- 極道の門（2018年） - 義道会若頭補佐 相馬組組長 相馬竜夫
- 極道純恋歌（2018年） - 吉岡組組長 吉岡
- 疵と掟（2018年、安藤昇追悼記念作品） - エリック（ブローカー）
- CONFLICT 〜最大の抗争〜3・4・5・6（2018年-2019年） - 殿井卓也
  - CONFLICT 〜最大の抗争〜3・4（2018年） - ラーメン屋の大将
  - CONFLICT 〜最大の抗争〜5・6（2019年） - 鷲尾組組員
- GOKU・OH 極王（2019年） - 三代目阪田組森田興業若頭 片岡誠治
- キングダム 〜首領になった男〜2（2019年） - 松野会会長 松野光晴
- CONFLICT 〜最大の抗争〜 外伝 織田征仁1・2（2019年） - 横浜 織田同志会構成員 トノさん
- 織田同志会 織田征仁 第七章（2021年）- 横浜 織田同志会構成員 殿井政治
- CONNECT 覇者への道（2024年） - 八王会若頭補佐 豊田光弘

### 映画
- 覇王I 凶血の系譜（2016年） - 内藤新宿一家組員 ワタナベ
- 修羅の世界（2022年） - 龍安組舎弟頭 マチムラ

## 映画音楽

### 映画
- 日本統一（2013年7月14日）
- 覇王（2016年）
- 闇金ドッグス8（2018年）
- 闇金ドッグス9（2018年）

### Vシネマ
- 血塗れの報復（2013年5月17日）
- 日本統一2-41（2013年-2020年）
- 新・極道の紋章（2014年）主題歌 GDX aka SHU「The KING -紋章-」
- 若頭暗殺（2015年）テーマ曲「Assassin893」「去り行く日々よ」作曲：SHU
- 新宿黒社会 新宿やくざVSチャイニーズマフィア（2016年）音楽効果
- 東京やくざ抗争（2016年） - 音楽・効果
- 極道の門（2018年）
- 日本統一 エピソード集（2021年）